# Club Recreativo Granada
Il  Club Recreativo Granada è una società calcistica spagnola con sede a Granada.

## Storia
Fondato nel 1947 come Granada Club de Fútbol B, è la squadra riserve del Granada. Nel 2018 ha modificato la sua denominazione ufficiale in quella odierna.
Il club milita dal 2021 nella Segunda División RFEF, la quarta serie del calcio spagnolo.

## Organico

### Rosa 2019-2020
Aggiornato al 20 giugno 2020
| N. |                       | Ruolo | Calciatore         |
| -- | --------------------- | ----- | ------------------ |
| 1  | Spagna (bandiera)     | P     | Unai Etxebarría    |
| 2  | Spagna (bandiera)     | D     | Carlos Garrido     |
| 3  | Spagna (bandiera)     | D     | Alberto López      |
| 4  | Spagna (bandiera)     | D     | Fran Serrano       |
| 5  | Spagna (bandiera)     | D     | Héctor Martínez    |
| 6  | Cina (bandiera)       | C     | Bahtiyar Peyzullah |
| 7  | Spagna (bandiera)     | D     | Migue García       |
| 8  | Spagna (bandiera)     | C     | Sergio Parla       |
| 9  | Spagna (bandiera)     | A     | Rubén Sánchez      |
| 10 | Spagna (bandiera)     | C     | Isi                |
| 11 | Brasile (bandiera)    | A     | Caio Emerson       |
| 12 | Gambia (bandiera)     | A     | Nuha Marong        |
| 13 | Portogallo (bandiera) | P     | João Costa         |

| N. |                       | Ruolo | Calciatore      |
| -- | --------------------- | ----- | --------------- |
| 14 | Francia (bandiera)    | C     | Jordan Sebban   |
| 15 | Spagna (bandiera)     | A     | Villa           |
| 16 | Spagna (bandiera)     | D     | Antonio Montoro |
| 17 | Spagna (bandiera)     | A     | Echu            |
| 18 | Spagna (bandiera)     | C     | Isma            |
| 19 | Spagna (bandiera)     | C     | Antonio Aranda  |
| 20 | Spagna (bandiera)     | A     | Mario Rodríguez |
| 21 | Portogallo (bandiera) | D     | Gonçalo Tavares |
| 22 | Spagna (bandiera)     | A     | Adrián Butzke   |
| 23 | Spagna (bandiera)     | D     | Pepe            |
| 24 | Spagna (bandiera)     | D     | Álvaro Espínola |
| 25 | Spagna (bandiera)     | P     | Arnau Fàbrega   |

### Rosa 2013-2014
| N. |                   | Ruolo | Calciatore      |
| -- | ----------------- | ----- | --------------- |
| 1  | Spagna (bandiera) | P     | Edgar Abadía    |
| 2  | Spagna (bandiera) | D     | Marfil          |
| 3  | Spagna (bandiera) | D     | Morante         |
| 4  | Spagna (bandiera) | D     | Amara           |
| 5  | Ghana (bandiera)  | D     | Richard Boateng |
| 6  | Spagna (bandiera) | C     | Nico            |
| 7  | Spagna (bandiera) | A     | Luis Vázquez    |

| N. |                      | Ruolo | Calciatore    |
| -- | -------------------- | ----- | ------------- |
| 12 | Spagna (bandiera)    | A     | Alfonso       |
| 13 | Spagna (bandiera)    | C     | Adolfo Sergio |
| 1  | Spagna (bandiera)    | P     | Edgar Abadía  |
| 14 | Spagna (bandiera)    | C     | Álex Bernal   |
| 15 | Spagna (bandiera)    | C     | Puertas       |
| 17 | Venezuela (bandiera) | A     | Darwin Machís |
| 18 | Colombia (bandiera)  | A     | Wilson Cuero  |